# Corriol pecuari
El corriol pecuari (Anarhynchus pecuarius) és una espècie d'ocell de la família dels caràdrids (Charadriidae) que habita llacs, rius i platges costaneres de la major part de l'Àfrica Subsahariana (absent de les zones de selva humida), Vall del Nil, costa del Mar Roig, i Madagascar.